# Mîkolaiivka, Simferopol
Mîkolaiivka (în ucraineană Миколаївка) este o așezare de tip urban din raionul Simferopol, Republica Autonomă Crimeea, Ucraina. În afara localității principale, mai cuprinde și satele Kliuciove, Petrivka, Rozdollea, Teplivka și Vinnîțke.

## Demografie
Componența lingvistică a așezării de tip urban Mîkolaiivka
     Rusă (92,64%)
     Ucraineană (6,13%)
     Alte limbi (0,82%)
Conform recensământului din 2001, majoritatea populației așezării de tip urban Mîkolaiivka era vorbitoare de rusă (92,64%), existând în minoritate și vorbitori de ucraineană (6,13%).